# Peter Problems
Peter Problems (titulado Los problemas de Peter en Hispanoamérica y España) es el noveno episodio de la duodécima temporada y el número 219 en general de la serie animada de comedia Padre de familia. Se estrenó originalmente por FOX el 5 de enero de 2014.

## Recepción

### Audiencia
El episodio fue visto por un total de 5.76 millones de personas en su estreno original. Esto lo convirtió en el tercer espectáculo más visto de la noche de la dominación de la animación en FOX venciendo a American Dad!, pero perdiendo contra Los Simpson y Bob's Burgers.

### Recepción crítica
Eric Thurm de The A.V. Club le dio al episodio una D, diciendo "Sin personajes consistentes en que apoyarse, Padre de familia vive y muere sobre la base de las bromas en sus episodios individuales, y éste no tenía ninguna buena".
- Datos: Q16529778